# Alexander Mallickh
Alexander Mallickh (* 9. August 1925 in Dresden; † 21. April 2020) war ein deutscher Politiker der DDR-Blockpartei NDPD. Er war von 1960 bis 1969 stellvertretender Oberbürgermeister von Ost-Berlin und danach bis 1990 Mitglied des Präsidiums sowie Sekretär des Nationalrates der Nationalen Front der DDR.

## Leben
Mallickh, Sohn eines Postangestellten, besuchte die Volksschule und die König-Georg-Schule in Dresden. In seiner Jugend war er Fähnleinführer des Jungvolks in Dresden-Striesen. Am 9. Januar 1943 beantragte er die Aufnahme in die NSDAP und wurde zum 20. April desselben Jahres aufgenommen (Mitgliedsnummer 9.353.990). Mallickh erlernte den Beruf eines kaufmännischen Angestellten. Während des Zweiten Weltkriegs leistete er Kriegsdienst in der Wehrmacht.
Nach dem Krieg gehörte er von 1945 bis 1949 der Liberal-Demokratische Partei Deutschlands (LDP) an und trat am 7. Februar 1949 in die National-Demokratische Partei Deutschlands (NDPD) ein. Er arbeitete als Praktikant in der volkseigenen Industrie, anschließend als Abteilungsleiter und Hauptgruppenleiter in der Deutschen Handelszentrale (DHZ) für Kohle in Dresden. Mallickh trat im Dezember 1949 als Vertreter der NDPD mit beratender Stimme in den Sächsischen Landtag ein und wurde im Januar 1950 als Mitglied des Ausschusses für Handel und Versorgung benannt.
Von 1950 bis 1952 war er persönlicher Referent des Ministers für Leichtindustrie der DDR Wilhelm Feldmann (NDPD). Vom 1. April 1953 bis Mai 1960 fungierte er als stellvertretender Vorsitzender des Rates des Bezirkes Potsdam für Handel und Versorgung (Nachfolger von Friedrich Ring). Mallickh war auch Abgeordneter des Bezirkstages Potsdam. 
Am 7. Juni 1958 schloss er an der Deutschen Akademie für Staats- und Rechtswissenschaften „Walter Ulbricht“ in Potsdam-Babelsberg als Diplom-Jurist ab.
Von 1958 bis 1990 gehörte er als Mitglied dem Hauptausschuss der NDPD an. Von Mai 1960 bis Juli 1967 wirkte er als Stellvertreter des Oberbürgermeisters von Ost-Berlin und Stadtrat für Handel und Versorgung (Nachfolger von Max Schneider), dann bis April 1969 als Stellvertreter des Oberbürgermeisters und Stadtrat für Wohnungspolitik. Von 1963 bis 1971 war er Mitglied der Berliner Stadtverordnetenversammlung. Von März 1969 bis 1990 war er Mitglied des Präsidiums und des Sekretariats des Nationalrates der Nationalen Front der DDR und Vorsitzender der Arbeitsgruppe Handwerk und Gewerbetreibende beim Nationalrat. Auf dem X. Parteitag der NDPD im April 1972 wurde er zum Mitglied des Parteivorstandes (ab 1977 Präsidium) des Hauptausschusses der NDPD gewählt, dem er bis Dezember 1989 angehörte.
Mallickh, ab 1964 Präsident des Komitees „Demokratisches Berlin-Paris“, wurde 1977 Präsidiumsmitglied und 1978 Vizepräsident der Freundschaftsgesellschaft DDR-Frankreich.
Mallickh lebte mit seiner Frau Ingeburg in Berlin-Köpenick. Er starb im Alter von 94 Jahren.

## Auszeichnungen
- 1959 Ernst-Moritz-Arndt-Medaille
- 1960 Vaterländischer Verdienstorden in Bronze, 1970 in Silber und 1985 in Gold
- 1979 Orden Banner der Arbeit Stufe I